# Ponte Fabrício
Ponte Fabrício ou Ponte Fabrícia (em latim: Pons Fabricius; em italiano: Ponte Fabricio), chamada também de Ponte das Quatro Cabeças (em italiano: Ponte dei Quattro Capi), é a mais antiga ponte romana em Roma, Itália, em condições originais. Construída em 62 a.C., ela se estende por metade do rio Tibre, do Campo de Marte do lado leste até a Ilha Tiberina no meio do rio (a Ponte Céstio continua o trajeto da ilha até a margem oeste). "Quattro Capi" é uma referência aos dois pilares de mármore do deus romano de dupla-face Jano no parapeito, que foram levados para lá da vizinha San Gregorio della Divina Pietà (Monte Savelo), no século XIV.
De acordo com Dião Cássio, a ponte foi construída em 62 a.C., um ano depois do consulado de Cícero, para substituir uma ponte de madeira mais antiga destruída num incêndio. Foi encomendada por Lúcio Fabrício, o curador das estradas e membro da gente Fabrícia da cidade. Intacta desde a antiguidade, a ponte tem sido continuamente utilizada desde então.
A Ponte Fabrício tem um comprimento de 62 metros e 5,5 metros de largura. Foi construída a partir de dois largos arco apoiados por um pilar central no meio do vão utilizando tufo. Atualmente está revestida de tijolos e travertino.

## Inscrição
Uma inscrição em latim original no travertino comemora seu construtor:"L . FABRICIVS . C . F . CVR . VIAR | FACIVNDVM . COERAVIT | IDEMQVE | PROBAVIT" ("Lúcio Fabrício, filho de Caio, Curador das Estradas, cuidou e aprovou sua construção"). Ela aparece quatro vezes, nas duas faces dos dois arcos.
Uma inscrição posterior, em letras menores, relata que ponte foi restaurada por ordem do papa Inocêncio XI (r. 1676–1689), provavelmente em 1679.

## Ver também

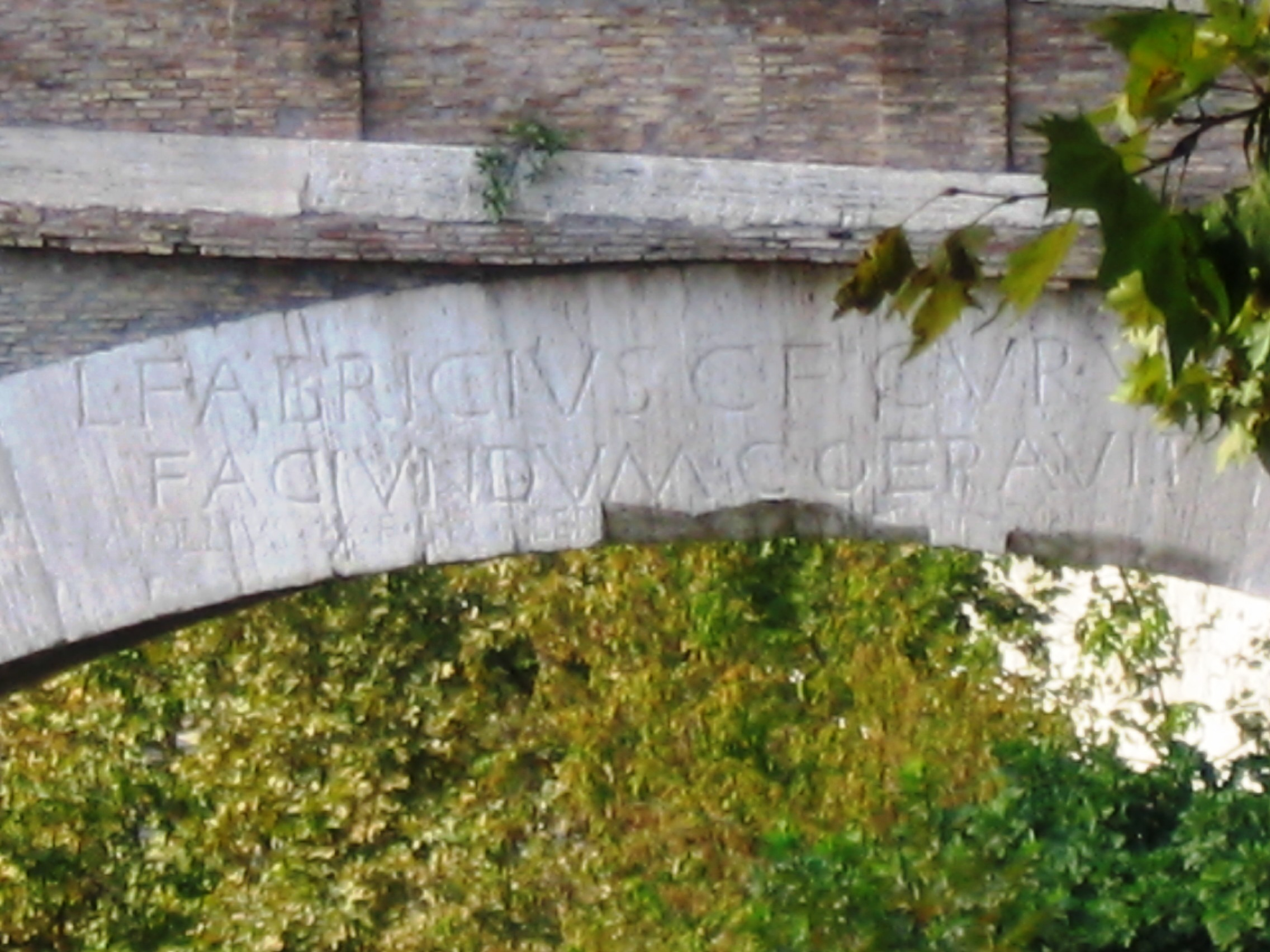
, a inscrição na ponte.

## Localização
| Planimetria do Campo de Marte meridional |
| --- |
| Tibre Navália Circo Flamínio Teatro de Marcelo T. de DianaC T. da Piedade T. de Jano T. de Juno T. de Spes Templo de Belona Templo de Apolo Sosiano Templo de Júpiter Estator Templo de Juno Regina Pórtico de Otávia Portico de Filipo T. de Hércules Portico de Otávio Teatro de Balbo Cripta de Balbo Portico de Minúcio T. das Ninfas Diribitório T. de Juturna T. da Fortuna T. de Ferônia T. dos Lares Permarinos Cúria de Pompeu Portico de Pompeu Teatro de Pompeu Templo da Vênus Victrix Templo de Marte Santuário de Hércules Grande Vigia Templo de Castor e Pólux Ponte Fabrício Ilha Tiberina Pórtico dos Máximos T. de Netuno Pórtico dos Deuses Vila Pública Hecatostilo T. da Fortuna Equestre Anfiteatro de Estacílio Tauro (?) |